# Jenynsia obscura
Jenynsia obscura es una especie del género de peces de agua dulce Jenynsia, de la familia Anablepidae en el orden Cyprinodontiformes. Se distribuye en aguas templadas y templado-cálidas del cono sur de América del Sur.

## Taxonomía
Esta especie fue descrita originalmente en el año 1877 por el zoólogo neerlandés, nacionalizado argentino, Hendrik Weyenbergh.
Localidad tipo
- «Argentina, Provincia de Córdoba, Cruz del Eje». El lectotipo es: MSNG 33705.

## Descripción
Como otras especies de Jenynsia presenta un gonopodio tubular formado principalmente por las 3ª, 6ª, y 7ª aleta anal y por tener en los adultos dientes de oclusión tricúspide en la mandíbula externa.   
El color del cuerpo es gris-verdoso claro; en los lados muestra seis a ocho líneas oscuras y finas o rayas longitudinales punteadas. Las aletas son incoloras. Ambos sexos presentan la misma coloración. La hembra no fertilizada tiene un punto anaranjado situado a la derecha o la izquierda de la aleta anal. El macho presenta una longitud máxima de 6 cm, siendo bastante más delgado y pequeño que la hembra. 

## Distribución

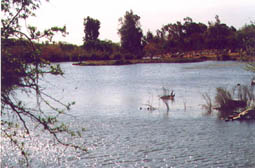
El río Cruz del Eje, cerca del dique homónimo; en esta área se localiza la localidad tipo de esta especie.

Jenynsia obscura es endémica del centro-noroeste de la Argentina, en la cuenca del río Dulce.